# La Broque
La Broque är en kommun i departementet Bas-Rhin i regionen Grand Est (tidigare regionen Alsace) i nordöstra Frankrike. Kommunen ligger i kantonen Schirmeck som tillhör arrondissementet Molsheim. År 2022 hade La Broque 2 577 invånare.

## Befolkningsutveckling
Antalet invånare i kommunen La Broque
| Referens: INSEE |